# الغواصة الألمانية يو-358
غواصة يو-358 غواصة يو بوت ألمانية من الفئة السابعة سي بنيت لسلاح بحرية ألمانيا النازية كريغسمارينه، في أحواض فلنسبرجر خلال الحرب العالمية الثانية.